# Театры Киева
В Киеве работают около 50 театральных коллективов. По официальным данным на 2009 год имеется 31 театр.
Ниже представлены сведения по истории театрального искусства в Киеве и список действующих и исторических театральных учреждений и организаций, а также зданий, сооружений и залов, использующихся или ранее регулярно использовавшихся для театральных представлений.

## История
Подробнее см. в статье Театральное искусство в Киеве
Хронология развития театра в Киеве
- Начало XVII — начало XIX в. — школьный (студенческий) театр Братской школы / Киево-Братской коллегии / Могилянской академии.
- XVIII в. — балаганы; выступления крепостных театров в частных домах.
- 1806—1851 — работает первый Городской театр.
- 1823 — первые постановки оперы и драмы на украинском языке.
- 1856—1896 — работает второй Городской театр.
- 1863—1865 — гастроли итальянской оперы.
- 1867 — открытие киевской Русской оперы, появление первого на Украине оперного театра.
- 1869—1912 — годы творчества Н. В. Лысенко, создателя украинской классической оперы.
- 1869 — первые гастроли театров оперетты.
- 1878 — появление театра Бергонье.
- 1883—1893 — запрет на выступления в Киеве украинских театров.
- 1891 — появление первого постоянного драматического коллектива «Соловцов».
- 1898 — построен театр Соловцова.
- 1901 — построен Оперный театр.
- 1902 — построены Троицкий и Лукьяновский народные дома.
- 1904 — открылась Музыкально-драматическая школа (с 1913 — им. Н. В. Лысенко).
- 1906—1910 — работа «Малого театра» А. М. Крамского.
- 1906—1922 — многочисленные театральные коллективы выступают в здании, в 1918 году получившем название «театр Геймана».
- 1907—1919 — работа первого украинского постоянного профессионального театра Н. Садовского.
- 1909—1912 — работа «Драматического театра А. Кручинина».
- 1911 — появление театров малых форм.
- 1912 — начало театральных выступлений в «Скетинг-Ринге» (позднее — «театральный комплекс Ливского и Кручинина»).
- 1915—1916 — работа первого в Киеве постоянного театра оперетты М. П. Ливского.
- 1917—1922 — работа «Национального образцового театра» и «Народного театра»
- 1917—1926 — киевский период творчества Леся Курбаса.
- 1918—1919 — в Киеве концентрируется большое число театральных деятелей и целых коллективов — беженцев из РСФСР.
- 1918 — Музыкально-драматическая школа преобразована в Высший музыкально-драматический институт (ныне Университет театра, кино и телевидения им. И. К. Карпенко-Карого).
- 1919 — национализация театров советской властью, появление первых советских театров. Возобновление работы частных театров при власти деникинцев.
- 1920 — закрытие большинства театров советской властью.
- 1921—1926 — возобновление частных антреприз, работы театров малых форм в период НЭПа.
- 1922 — создание Театра им. М. Заньковецкой (ныне во Львове). Запрет оперетты.
- 1922—1926 — киевский период работы творческого объединения «Березиль».
- 1923 — при ТО «Березиль» основан театральный музей (ныне Государственный музей театрального, музыкального и киноискусства Украины).
- 1926 — перевод в Киев Театра им. И. Франко. Организован Театр русской драмы.
- 2005 — построено здание Кукольного театра.

## Учреждения и организации
цветом фона обозначены
 театры ныне действующие, находящиеся в Киеве
 театры ныне действующие, но перебазированные в другие города
 исторические театры (прекратившие своё существование)
 исторические театры, преемниками которых являются ныне действующие

### Драматические театры
| Название                                                                 | Местонахождение                                                                 | Даты | Руководство | Комментарии |
| ------------------------------------------------------------------------ | ------------------------------------------------------------------------------- | --- | --- | --- |
| «Соловцов»                                                               | Театр Бергонье (до 1898), театр Соловцова                                       | 1891 год — основан как Киевское драматическое товарищество 1919 год — национализирован советской властью и преобразован во Второй театр Украинской советской республики им. В. И. Ленина              | антрепренёры: Н. Н. Соловцов (1891—1901), М. М. Глебова (1902—1905), И. Э. Дуван-Торцов (1906—1911, 1917—1919), М. Ф. Багров (1911—1913), Н. Н. Синельников (1913—1917) | Театр национализирован 15 марта 1919 года, но в сентябре — декабре того же года снова работал как «Соловцов» (при власти деникинцев). Современный преемник коллектива — Национальный академический театр русской драмы имени Леси Украинки                                                |
| Театр Николая Садовского                                                 | Троицкий народный дом                                                           | 1906 год — основан в Полтаве как передвижной театр 1907 год — стационарный театр в Киеве 1919 год — выехал из Киева 1920 год — прекратил существование                                                | антрепренёр и главный режиссёр — Н. К. Садовский | Первый постоянный украинский музыкально-драматический театр. |
| Драматический театр А. Кручинина                                         | Театр Бергонье                                                                  | 1909 год — основан 1912 год — преобразован в Художественный театр миниатюр | антрепренёр — А. Н. Кручинин | Второй после «Соловцова» русский драматический театр в Киеве. Открылся 30 августа 1909 года пьесой «Хаос» Жуковского. В репертуаре были классические и новые пьесы. |
| Товарищество украинских актёров                                          | Троицкий народный дом, Летний театр Купеческого собрания                        | 1915—1916 | руководитель — И. А. Марьяненко | Постановки классических произведений украинской драматургии. |
| «Молодой театр»                                                          | ул. Прорезная, 17 (с октября 1918)                                              | 1916 год, май — начало работы 1919 год, 15 марта — переименован в Первый театр Киевского совета рабочих депутатов 1919 год, апрель — объединён с Первым театром УСР им. Т. Г. Шевченко                | руководитель — Лесь Курбас | В честь этого театра назван Киевский академический Молодой театр, работающий на ул. Прорезной, 17 с 1986 года. |
| Польский экспериментальный театр «Студия»                                | ул. Крещатик, 7; ул. Круглоуниверситетская, 12                                  | 1916 год, сентябрь — создан 1918 год — закрылся | Организатор — С. Высоцкая (Станиславская) | В годы Первой мировой войны в Киеве существовал также Польский театр под руководством Ф. Рыхловского, а затем Ю. Остервы. |
| «Национальный образцовый театр», или «Украинский национальный театр»     | Троицкий народный дом                                                           | 1917 год — создан обществом «Национальный театр» 1918 год — реорганизован в Народный театр | директор — И. А. Марьяненко гл. режиссёр — Н. К. Вороной | |
| «Народный театр»                                                         | Троицкий народный дом                                                           | 1918 год — создан на основе «Национального образцового театра» 1922 год — закрыт | руководитель — П. К. Саксаганский | Первоначально назывался «Государственный народный театр», в 1919 году — «Украинский народный театр», затем «Народный театр». На базе коллектива создан театр им. М. Заньковецкой, с 1944 года работающий во Львове.                                                                       |
| Киевский государственный драматический театр                             | Театр Геймана                                                                   | 1918 год — основан 1919 год — национализирован советской властью | директор — Б. Крживецкий гл. режиссёр — А. Л. Загаров | На базе коллектива создан Первый театр Украинской советской республики им. Т. Г. Шевченко. |
| Железнодорожный театр                                                    | Лукьяновский народный дом и др.                                                 | 1918—1919 | организатор и режиссёр — С. Кабузан | Русский театральный коллектив. В репертуаре — пьесы русской классики, а также зарубежных авторов (В. Сарду, Брэндон Томас). |
| Первый железнодорожный театр                                             | Народная аудитория и др.                                                        | 1918 год — создан Р. Д. Пушечниковым 1923—1924 — преобразован в коллектив художественной самодеятельности Главных железнодорожных мастерских                                                          | руководитель — А. М. Бучма (в 1923) | Русский драматический театр. |
| Второй железнодорожный театр                                             | Крещатик, 7 (здание не сохранилось) и др.                                       | 1918 год — создан Р. Д. Пушечниковым 1927 год — прекратил существование | Р. Д. Пушечников, К. Чумаченко (Чухманенко), И. Березняк (в разное время)                                                                                               | Украинский драматический коллектив. Известен также по неофициальным названиям — «Конюшня», «Театр под мостом». В середине 1920-х переименован в «Украинский передвижной театр». |
| Еврейский театр «Кунст-Винкл» им. А. Гольдфадена                         | бывший театр Ливского и Кручинина, затем Крещатик, 43 (бывший «Интимный театр») | 1918 год — создан в Полтаве 1922 год — переведён на постоянную работу в Киев 1928 год — закрыт | Р. Заславский, Л. В. Калманович | |
| Театр Первого коммунистического полка                                    | театр Геймана                                                                   | 1919 год, март — август | | В театре играли безработные актёры и военный оркестр. Ставились пьесы «Зарево» Е. П. Карпова, «Счастливый день» А. Н. Островского, «От ней все качества» Л. Н. Толстого, «Безработные» С. Белой.                                                                                          |
| Государственный драматический театр Красной Армии                        | бывший театр Бергонье                                                           | 1919 год, март — август | Художественный руководитель — А. М. Самарин-Волжский | |
| Киевский театр трагедии и классической комедии                           | цирк Крутикова                                                                  | 1919 год, апрель — август | председатель худсовета — К. А. Марджанов | Экспериментальный «театр для народа». До захвата Киева Деникиным успел поставить только одну пьесу — «Проделки Скапена» Мольера. |
| Вагон-театр им. Н. И. Подвойского                                        |                                                                                 | 1919 год, 18 мая — создан театральной секцией Народного комиссариата по военным делам, 29 мая выехал из Киева                                                                                         | | Вагон-театр давал представления на железнодорожных станциях, перед спектаклями выступали советские агитаторы. В репертуаре были пьесы «Однажды вечером», «Под красным знаменем» и др. |
| Первый театр Украинской советской республики им. Т. Г. Шевченко          | Театр Бергонье, затем на ул. Прорезной, в помещении «Молодого театра»           | 1919 год — создан на базе Государственного драматического театра 1923—1927 — передвижной театр, имевший разные названия с 1927 года — Днепропетровский драматический театр имени Т. Шевченко          | комиссар — И. А. Марьяненко гл. режиссёр — А. Л. Загаров | |
| Второй театр Украинской советской республики им. В. И. Ленина            | Бывший театр Соловцова (пл. Спартака, 3)                                        | 1919 год — основан на базе театра «Соловцов» 1924 год — закрыт, на основе коллектива создан Театр русской драмы (ныне им. Леси Украинки)                                                              | главный режиссёр — К. А. Марджанов (1919) директор — С. Т. Варский зав. художественной частью — В. А. Чаговец                                                           | |
| Национальный академический драматический театр им. Ивана Франко          | бывший театр Соловцова                                                          | 1920 год — основан в Виннице 1923 год — переведён в Харьков 1926 год — переведён в Киев | директор — М. В. Захаревич | |
| Первый государственный еврейский театр «Онойб» (также «Унойб», «Онгейб») | бывший «Интимный театр» (Крещатик, 43)                                          | 1921 год | художественный руководитель — С. З. Семдор | |
| Большой театр ПУКВО им. Л. Троцкого                                      | бывший театр Геймана                                                            | 1921 год | режиссёр — А. М. Самарин-Волжский | Театр Политуправления Киевского военного округа. В репертуаре — классические пьесы русских и зарубежных авторов. |
| «Идише фолькс бине», или «Еврейская народная сцена»                      | Еврейский народный дом (ул. Константиновская, 37)                               | 1922—1924 или 1925 | Я. Либерт, И. Ракитин | |
| Передвижной украинский театр «Каменярі»                                  | гастролировал по сахарным заводам и сёлам                                       | 1922 год, март — создан при Киевском сахаротресте 1923 год, 17 марта — последнее представление | Руководитель — В. С. Василько | Театр дал представления на 33 сахарных заводах. В репертуаре — «Хозяин» И. К. Карпенко-Карого, «Куда ветер веет» С. В. Васильченко, «Великий коммунар» Львова, «Хозяйка гостиницы» К. Гольдони и др.                                                                                      |
| «Весёлая комедия»                                                        | бывший театр «Пэлл-Мэлл» (Крещатик, 29)                                         | 1922 год — открылся 1923 год — закрылся из-за неплатёжеспособности арендатора | директор — М. З. Адамов гл. режиссёр — О. Роксанов | |
| «Березиль»                                                               | бывший театр Соловцова (1924—1926)                                              | 1922 год — основан 1926 год — переведён в Харьков 1935 год — реорганизован | руководитель — Лесь Курбас | До октября 1924 года театр не имел собственного помещения. В 1935 году, после полной реорганизации «Березиля», его преемником стал Харьковский государственный академический украинский драматический театр имени Т. Шевченко                                                             |
| Театр имени М. К. Заньковецкой                                           | Троицкий народный дом                                                           | 1922 год — создан на основе Народного театра 1923 год выехал из Киева на долговременные гастроли 1931 год — государственный театр в Запорожье 1944 год — переведён во Львов                           | Р. Б. Романицкий, А. И. Корольчук | |
| Театральное объединение «Жовтень» («Октябрь»)                            |                                                                                 | 1923 год, 23 декабря — основано | Т. Голик, И. Крыга | Культурное обслуживание рабочих районов Киева. |
| «Русская драма»                                                          | бывший театр Бергонье                                                           | 1924 год — основан 1926 год — закрыт | антрепренёр и директор — Е. Галантер гл. режиссёр — А. И. Канин | Частная антреприза, работавшая по разрешению Главполитпросвета Украины. |
| Национальный академический театр русской драмы имени Леси Украинки       | бывший театр Бергонье                                                           | 1926 год — основан на базе коллектива Второго театра УСР им. Ленина | Директор и художественный руководитель — М. Ю. Резникович (с 1994 года)                                                                                                 | |
| Киевский государственный еврейский театр (Киевский ГОСЕТ)                | бывший «Интимный театр» (Крещатик, 43)                                          | 1929 год — официально создан указом Президиума Киевского окрисполкома 1934 год — Харьковский ГОСЕТ переведён в Киев и объединён с киевским театром 1941 год — эвакуирован и больше в Киев не вернулся | Художественные руководители: З. Вин (1929—1930) Б. И. Вершилов (1930—1936) Н. Б. Лойтер (1937—1939) М. И. Гольдблат (с 1939)                                            | В 1930-х годах для ГОСЕТа строили здание на Крещатике, но оно не было завершено и разобрано в 1940 году. В 1945—1950 годах театр работал в Черновцах, затем был закрыт постановлением Совета министров УССР.                                                                              |
| Театр Киевского военного округа                                          | бывший театр Геймана (1933—1941)                                                | 1931 год — основан 1941—1944 — фронтовой театр разных фронтов 1944 год — стационарный театр в Одессе 1953 год — переведён во Львов                                                                    | художественный руководитель — Б. Н. Норд (в киевский период работы театра)                                                                                              | Театр принадлежал различным подразделениям военного ведомства СССР а затем МО Украины, соответственно, имел разные названия. В середине 2000-х годов перешёл от министерства обороны в муниципальную собственность Львова, с 2011 года — Львовский драматический театр им. Леси Украинки. |
| Учебный театр Театрального университета им. Карпенко-Карого              | ул. Ярославов Вал, 40                                                           | 1934 год — создан 1941 год — прекратил работу 1968 год — возобновил работу | директор-распорядитель — В. А. Бондаренко | |
| Театр транспорта                                                         | клуб им. Фрунзе                                                                 | 1952 год — основан 1959 год — прекратил работу | | Русский драматический передвижной театр. |
| Киевский академический театр драмы и комедии на левом берегу Днепра      | бывший кинотеатр «Космос» (Броварской проспект, 25, с 1982 года)                | 1978 год — создан на базе Ансамбля драмы и комедии Укрконцерта | Э. М. Митницкий | |
| Киевский академический Молодой театр                                     | ул. Прорезная, 17                                                               | 1979 год — основан как Киевский Молодёжный театр | художественный руководитель — С. А. Моисеев (с 1996 года) | |
| Театр украинской традиции «Зеркало»                                      | Центр культуры и искусств Днепровского района (ул. Алма-Атинская, 109)          | 1986 год — основан | В. И. Петранюк | |
| Киевский академический драматический театр на Подоле                     | Андреевский спуск, 20б                                                          | 1987 год — создан | Художественный руководитель — народный артист Украины, лауреат национальной премии им. Тараса Шевченко Виталий Малахов                                                  | |
| Киевский драматический театр «Браво»                                     | ул. О. Гончара, 79                                                              | 1991 год — основан | Л. В. Титаренко | Первый в Киеве частный театр. |
| «Серебряный остров»                                                      | ул. Платона Майбороды, 8 (театральный зал ИПАГ)                                 | 1997 год — основан | Л. Д. Лымарь | Творческая мастерская Людмилы Лымарь |
| Новый драматический театр на Печерске                                    | ул. Немировича-Данченко, 5                                                      | 2000 год — создан | художественный руководитель — А. Крыжановский | |
| Киево-Могилянский театральный центр «Пасека»                             | НаУКМА (ул. Ильинская, 9)                                                       | 2002 год — основан | А. Приходько | |
| «Театр на Грушках»                                                       | ул. Горького, 3б                                                                | | руководитель — В. К. Абазопуло | «Первый женский театр» |
| Классический художественный альтернативный театр (КХАТ)                  | Дом актёра                                                                      | 2011 год — основан | главный режиссёр — В. А. Кошель | |

### Классические театры оперы и балета
| Название                                                                        | Местонахождение                                                                                                   | Даты | Руководство | Комментарии |
| ------------------------------------------------------------------------------- | --- | --- | --- | --- |
| Русская опера в Киеве                                                           | Второй Городской театр (до пожара 1896 года); с 1901 года на том же месте в Оперном театре (ул. Владимирская, 50) | 1867 год — основан 1919 год — национализирован, на базе коллектива создана Опера Украинской Советской республики им. К. Либкнехта                                                            | Антрепренёры: Ф. Бергер (1867—1874), И. Я. Сетов (1874—1889, 1892—1893), Киевское оперное общество (1889—1892)                    | Третий созданный в России постоянный оперный театр (после московского и петербургского). Его преемником считается Национальная опера Украины |
| Опера Украинской Советской республики им. К. Либкнехта                          | ул. Владимирская, 50                                                                                              | 1919 год — основан на базе национализированного театра Русской оперы 1926 год — на базе коллектива создана Киевская академическая опера, впоследствии — Театр оперы и балета им. Т. Шевченко | Режиссёры: А. И. Улуханов, Я. А. Гречнев                                                                                          | |
| «Украинская музыкальная драма»                                                  | Бывший театр Геймана (ул. Меринговская, 8)                                                                        | 1919 год, 28 июля — начало сентября | Режиссёры: М. М. Бонч-Томашевский, Л. Курбас Главный дирижёр Я. С. Степовой Главный балетмейстер М. М. Мордкин                    | Первый украинский советский оперный театр, создан Всеукраинским музыкальным комитетом. В творческий коллектив входили Л. В. Собинов, М. И. Литвиненко, М. М. Скибицкая, Е. Д. Петляш, П. И. Цесевич. Театр поставил оперу «Утопленница» Н. В. Лысенко, балет «Азиаде» И. Гютеля; подготовил также оперы «Галька» С. Монюшко и «Тарас Бульба» Н. Лысенко, но был закрыт в связи со взятием Киева армией Деникина. |
| Национальная опера Украины                                                      | ул. Владимирская, 50                                                                                              | 1926 год — основан как Киевская академическая опера | Генеральный директор: Н. а. Украины П. Я. Чуприна (с 1999 г.) Художественный руководитель: Н. а. Украины М. М. Скорик (с 2011 г.) | Преемник коллективов: Опера Украинской Советской республики им. К. Либкнехта (1919—1926); Русская опера в Киеве (1867—1919) |
| Оперная студия Национальной музыкальной академии Украины им. П. И. Чайковского  | НМАУ им. П. И. Чайковского (ул. Городецкого, 1—3/11)                                                              | 1938 год — основана как Киевская Оперная студия | Художественный руководитель: Н. а. Украины Д. М. Гнатюк (с 1983 г.)                                                               | |
| Киевский муниципальный академический театр оперы и балета для детей и юношества | КМАТОБ для детей и юношества (ул. Межигорская, 2, с 1998 года)                                                    | 1982 год — основан как Государственный детский музыкальный театр 2002 год — получил статус академического                                                                                    | Директор-художественный руководитель: П.Ф.Качанов                                                                                 | |

### Другие музыкальные и хореографические театры
| Название                                                                   | Местонахождение                          | Даты                                                                                        | Руководство                                                                                         | Комментарии                                 |
| -------------------------------------------------------------------------- | ---------------------------------------- | ------------------------------------------------------------------------------------------- | --------------------------------------------------------------------------------------------------- | ------------------------------------------- |
| Театр оперетты М. П. Ливского                                              | театр Ливского                           | 1915—1916                                                                                   | антрепренёр — М. П. Ливский (Ливенсон) главный режиссёр — Ф. Д. Августов (Бродянский)               | Первый стационарный театр оперетты в Киеве. |
| «Музыкальная комедия» Ф. Валентетти — А. Брянского, или «Немецкий театр»   | театр Геймана театр Ливского и Кручинина | 1918—1919                                                                                   | гл. режиссёр — К. Д. Греков, затем А. А. Брянский (Браун) руководитель и дирижёр — Ф. В. Валентетти | Театр оперетты.                             |
| Театр-кабаре «Жар-птица»                                                   | театр Ливского и Кручинина               | 1919 год, 12 сентября — открылся при деникинцах 1920 год, январь — закрыт советской властью | директор — К. И. Кареев режиссёр — Л. А. Поппер                                                     |                                             |
| Киевский национальный академический театр оперетты                         | бывший Троицкий народный дом             | 1934 год — создан как «Театр музыкальной комедии»                                           | художественный руководитель — Б. Д. Струтинский (с 2004 года)                                       |                                             |
| Еврейский музыкально-драматический театр им. Шолом-Алейхема                | нет постоянного помещения                | 1990 год — основан как еврейский молодёжный театр-студия «Иегудим»                          | руководитель — А. Ю. Фрейдлис                                                                       |                                             |
| Киевский государственный музыкально-драматический цыганский театр «Романс» | проспект Победы, 38                      | 1994 год — создан 2003 год — получил статус государственного                                | руководитель — И. Н. Крикунов                                                                       |                                             |
| Театр еврейской песни «Нэшомэ»                                             | нет постоянного помещения                | 1997 год — основан                                                                          | художественный руководитель — И. И. Портникова                                                      |                                             |
| «Киев модерн-балет»                                                        | КМАТОБ для детей и юношества             | 2006 год — основан                                                                          | художественный руководитель — Р. В. Поклитару                                                       | Авторский театр современной хореографии.    |
| «A l’entrada»                                                              |                                          |                                                                                             | руководитель — Я. Прокопчук                                                                         | Театр исторического танца.                  |

### Театры кукол
- Киевский государственный академический театр кукол (осн. 1927)
- Киевский муниципальный академический театр кукол (осн. 1983)
- Театр марионеток (осн. 1989)

### Камерные театры
| Название               | Местонахождение                               | Даты               | Руководство                                            | Комментарии                                                                        |
| ---------------------- | --------------------------------------------- | ------------------ | ------------------------------------------------------ | ---------------------------------------------------------------------------------- |
| «Новый польский театр» | дом Д. Агренева-Славянского (ул. Крещатик, 1) | 1918 год           | режиссёр — Ю. Остерва дирижёр — Ю. Флях                |                                                                                    |
| Малый театр ПУКВО      | Крещатик, 36                                  | 1921 — январь 1923 | директор — И. Лерман режиссёры — А. Арди, М. Полянский | Театр Политуправления Киевского военного округа. Постановки пьес эстрадных жанров. |

- Театр миниатюр «Палас» (1912)[61]
- Театр миниатюр «Мозаика» (1914)[61]
- «Мозаика» (1923)[62]
- «Театр эскизов» (1924)[63]
- «Весёлый театр миниатюр» (1914—1915)[64]
- «Художественный театр миниатюр» А. М. Кручинина (1912—1915)[5]
- «Художественный театр Кручинина» (1915—1918)[5]
- «Кривой Джимми», или «Подвал Кривого Джимми» (1918—1924, в Киеве до 1919)[65].
- «Театр интермедии и сатиры» (1924—1926)[66]
- «Театр малых форм», ТЕМАФ (осн. 1929)[36]. В Киеве до 1932, с 1944 в Запорожье (Запорожский академический областной украинский музыкально-драматический театр имени В. Г. Магара)
- Народный театр Киевского профсоюза артистов сцены и арены «Синяя птица» (март — август 1919)[67]; до января 1920 работал как театр-кабаре[29]
- «Интимный театр» (1914—1920)[68][69]
- Театр революционной сатиры, «Теревсат», позже «Театр художественной интермедии» (1921—1922)[29][70].
- «Театр художественных миниатюр» (1922—1923)[71]
- «Новый театр А. Варягина „Комедия и сатира“» (1926—1927)[72]
- «Театр современной буффонады» (1927)[73]
- Театр лёгкой комедии «Пэлл-Мэлл» (1916—1920)[74]
- «Новый театр „Дом интермедий“» (март — июнь 1918)[75]
- «Колесо» (осн. 1988)
- Центр искусств «Новый украинский театр» (осн. 2009)

### Театры-студии
| Название                                   | Местонахождение    | Даты | Руководство                                  | Комментарии |
| ------------------------------------------ | ------------------ | --- | -------------------------------------------- | ----------- |
| Театр студийных постановок                 |                    | 1922 год — основан как Театр-студия Клуба радиослужащих 1923 год — Киевский Первый театр-студия 1926 год — Театр студийных постановок 1929 год — закрыт |                                              |             |
| Киевский еврейский театр-студия «Мазл тов» | ул. Игоревская, 13 | 1988 год — основан после 1995 года — закрылся из-за отсутствия финансовой поддержки                                                                     | Художественный руководитель — Г. Д. Мельский |             |

- Театр-студия импровизации «Черный квадрат» (осн. 1991)
- Камерный театр-студия «Дивный замок» (осн. ?1990-е)
- Театр-студия киноактёра (1979—?1990-е)[9]
- Театр-студия «Оксюморон» (осн. 2004)
- Театр-студия «SPLASH» (осн. 2009) [77]

### Театры других жанров
| Название | Местонахождение       | Даты                                                                                                 | Руководство               | Комментарии                                                                                               |
| -------- | --------------------- | --- | ------------------------- | --- |
| «Дружба» | ул. Ярославов Вал, 14 | 1979 год — основан Украинским театральным обществом 2001 год — ликвидирован в результате банкротства | директор — Н. П. Равицкий | Общественная организация, занимавшаяся гастролями в Киеве театров советских республик и зарубежных стран. |

- «Малый театр» А. М. Крамского (1906—1911)[79]. Не имел собственной труппы, «универсальный» театр. С 1910 — театр-кабаре «Сатирикон»
- Театр исторического портрета[80] (1978—2001  (недоступная ссылка))
- Киевский академический театр юного зрителя на Липках (осн. 1924)
- Театр «Под звёздным небом» (планетарий)
- Лазерный театр «Lux Aeterna» (осн. 1982)
- Театр ВАМП
- Театр без декораций (? школьный театр физматлицея)  Архивная копия от 17 апреля 2012 на Wayback Machine
- Академическая мастерская театрального искусства «Созвездие»
(укр. «Сузір’я») (осн. 1988)
- «Вільна сцена» (осн. 2001) (не работает)
- «Золотые ворота» (осн. 1980)  театр поэзии
- «Открытый Взгляд» (осн. 2008) www.openlook.com.ua (не работает)
- «Актёр» (осн. 1987)  (драматический)
- Киевский театр-студия «МИСТ» (осн. 2005)
- «Дах»
- «Місто сонця» (осн. 2007)  (благотворительный театр, выступающий в детских домах)
- Муниципальный театр «Киев» (осн. 2004) (не работает)
- Национальный центр театрального искусства им. Леся Курбаса (осн. 1994)
- «Свободный театр» (осн. 1990-е?) (театр на 1 экскурсионном бюро
- «Театр-7» (осн. 2007)
- Театр пластической драмы на Печерске (осн. 1988)
- «Театр с того света» (осн. 1996) на «Украинском театральном пространстве» (www.nash-teatr.com.ua не работает)
- «Золотые ворота» (осн. 1980)  театр поэзии
- Киевский театр эстрады (осн. 1979)[81] (www.teatr-estrada.com.ua в Доме актёра — ?)
- МІФ — монотеатр, в Доме актёра
- «Мушля»  театр поэзии
- Киевский открытый театр «Образ»  филиал московского театра «Образ»
- «Поэт»  (недоступная ссылка) Киевский поэтический театр, в Доме актёра
- «Саквояж» (осн. 2003)  детский профессиональный театр-студия
- «Светлый театр» (осн. 2007)
- Конный театр «Скиф-Арт» (осн. 1994?)  Архивная копия от 5 апреля 2012 на Wayback Machine
- «Театр в комнате»
- Киевский театр поэзии и песни (осн. 2002)
- Радиотеатр (1929—1935)[82]
- Дом актёра Национального союза театральных деятелей Украины (осн. 1948)
- Театр культурного центра Украинского общества глухих «Радуга» (осн. 1969)
- Театр «Дивні люди» (осн. 2011)
- Театр КРоТ (осн. 2011)

## Здания и сооружения
Ниже представлены ныне существующие и утраченные здания театров, а также здания, сооружения, залы, регулярно использовавшиеся для театральных представлений.
цветом фона обозначены
 утраченные
 в настоящее время не используемые как театральные
| Здание                                                                                                | Даты                                                            | Архитекторы                                                                                   | Местонахождение                                                                | Комментарий | Изображение |
| --- | --------------------------------------------------------------- | --------------------------------------------------------------------------------------------- | ------------------------------------------------------------------------------ | --- | ----------- |
| первый Городской театр                                                                                | постройка: 1805 снос: 1851                                      | А. И. Меленский                                                                               | ул. Крещатик, 2 (на месте нынешнего Украинского дома)                          | Не имел собственного коллектива, сдавался в аренду различным антрепризам |             |
| второй Городской театр                                                                                | постройка: 1856 сгорел: 1896                                    | И. В. Штром                                                                                   | ул. Владимирская, 50                                                           | С 1867 года в здании постоянно располагалась Русская опера. |             |
| Театр Бергонье                                                                                        | постройка: 1875 реконструкции: 1878, 1930-е                     | В. Н. Николаев                                                                                | ул. Богдана Хмельницкого, 5                                                    | Ныне Национальный академический театр русской драмы имени Леси Украинки. |             |
| Театр оперы и балета (третий Городской театр)                                                         | постройка: 1897—1901 реконструкция: 1984—1987                   | В. А. Шрётер                                                                                  | ул. Владимирская, 50 (Театральная площадь)                                     | Построен на месте сгоревшего второго Городского театра. |             |
| театр Соловцова                                                                                       | постройка: 1898                                                 | Г. П. Шлейфер, Э. П. Брадтман                                                                 | пл. Ивана Франко, 3                                                            | Ныне Национальный академический драматический театр им. Ивана Франко |             |
| Еврейский театр                                                                                       | постройка: 1930-е (не завершено) утрачен: 1940                  | И. Ю. Каракис                                                                                 | ул. Крещатик, 27                                                               | Недостроенное здание было разобрано по приказу СНК УССР. |             |
| Театр кукол                                                                                           | постройка: 2005                                                 | В. Л. Юдин                                                                                    | ул. Михаила Грушевского, 1-а                                                   | |             |
| Бывший дворянский клуб на Крещатике                                                                   | постройка: 1877 реконструкция: 1930-е утрачен: 1941             | В. И. Сычугов, А. Я. Шиле (постройка) Н. А. Шехонин (реконструкция)                           | Крещатик, 15                                                                   | В здании работали Малый театр А. М. Крамского (1906—1910) и Радиотеатр (1934—1935) |             |
| Хоральная синагога Бродского                                                                          | постройка: 1898                                                 | Г. П. Шлейфер                                                                                 | ул. Шота Руставели, 13                                                         | В здании находились Киевский государственный еврейский театр юного зрителя (1929— 1954) и Театр кукол (1955—1997), в 1992 году возвращено религиозной общине.                                                                            |             |
| Театр Геймана (дворянский клуб на Меринговской)                                                       | постройка: конец 1890-х реконструкция: 1918, 1938 утрачен: 1941 | Г. П. Шлейфер (постройка) В. Н. Рыков (реконструкция 1918) И. Ю. Каракис (реконструкция 1938) | ул. Меринговская (позже Фирдоуси), 8                                           | До 1922 года здесь работали короткое время более 10 частных и государственных театров, в 1931—1941 годах — Театр Киевского военного округа.                                                                                              |             |
| Кенасса                                                                                               | постройка: 1898—1902                                            | В. В. Городецкий                                                                              | ул. Ярославов вал, 7                                                           | В здании работал Театр кукол (1946—1955), с 1981 года — Дом актёра Национального союза театральных деятелей Украины |             |
| Троицкий народный дом                                                                                 | постройка: 1902                                                 | Г. Антоновский (постройка) Э. Н. Быков (реконструкция)                                        | ул. Большая Васильковская, 53/3                                                | - Театр М. К. Садовского (1907—1916) - Национальный образцовый театр (1918) - «Молодой театр» Л. Курбаса (начало 1920-х) - Театр оперетты (с 1934)                                                                                       |             |
| Театр Ливского и Кручинина (построен как «Скетинг-Ринг» — заведение для катания на роликовых коньках) | постройка: 1911 реконструкции: 1915, 1933 утрачен: 1941         | В. А. Домбровский, В. Онащенко, Н. В. Холостенко (реконструкция 1933)                         | ул. Николаевская (Карла Маркса), 4—6 (во дворе усадьбы по адресу Крещатик, 23) | - «Палас» (1912) - «Мозаика» (1914) - «Большой театр миниатюр» (1914—1915) - Театр оперетты М. П. Ливского (1915—1917) - Художественный театр А. Н. Кручинина (1917—1918) - «Кунст-Винкль» (1922—1926) - Театр юного зрителя (1934—1941) |             |
| Бывш. кинотеатр «Космос»                                                                              |                                                                 |                                                                                               | Броварской проспект, 25                                                        | Театр драмы и комедии на левом берегу (с 1982) |             |
| Бывш. кинотеатр «Ровесник»                                                                            |                                                                 |                                                                                               | ул. Миропольская, 1                                                            | Муниципальный театр кукол (с 1997) |             |
| Малый зал дворца «Украина»                                                                            | постройка: 1970                                                 | Е. А. Маринченко, П. Н. Жилицкий, И. Г. Вайнер                                                | ул. Большая Васильковская, 103                                                 | |             |